# Titus (romersk kejsare)
Titus, egentligen Titus Flavius Vespasianus, blev kejsare som Imperator Titus Caesar Vespasianus Augustus, född 30 december 39 i Rom, död 13 september 81 i Rom, var romersk kejsare från 23 juni 79 fram till sin död. Titus var son till Vespasianus och bror till Domitianus.

## Son till kejsaren

Romerskt mynt med Titus, 79-81.

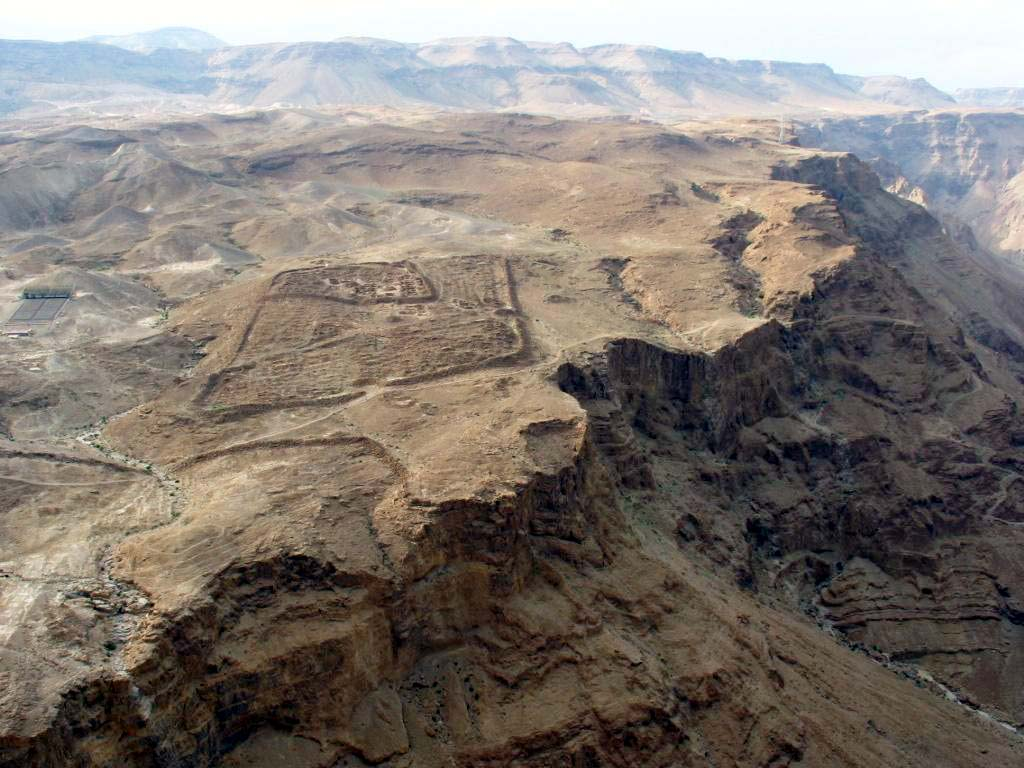
På masadaklippan begick judiska upprorsmän, seloter, kollektivt självmord med sina familjer år 73 efter att upproret i Jerusalem slagits ner. Det fyrkantiga "sandslottet" på bilden är lämningar efter ett romerskt fort.

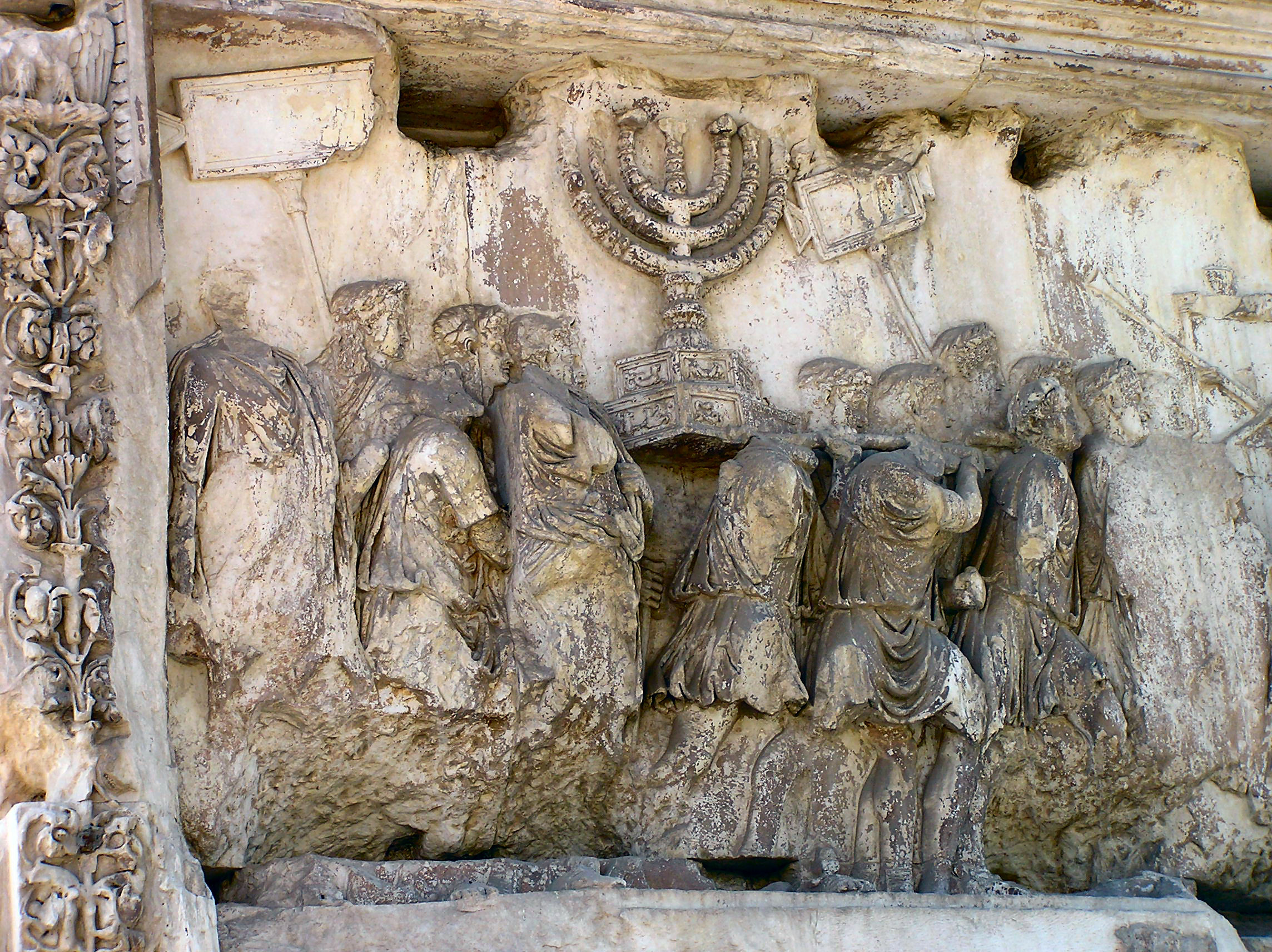
Relief i Titusbågen som visar romerska soldater bärande en judisk menora.

När Vespasianus blivit kejsare år 69 gav han Titus ansvaret för kriget mot judiska upprorsmän som pågick i Iudaea. Kriget mot upprorsmännen kulminerade i att de romerska trupperna erövrade och skövlade Jerusalem år 70. På Forum Romanum står idag Titusbågen på vars insida man kan se reliefer som föreställer romerska soldater bärande krigsbyte från det judiska kriget.
Trupperna i den romerska provinsen Iudaea bad Titus att han skulle ta dem med sig till Rom (eventuellt planerade Titus ett kuppförsök mot sin far) men Titus återvände ensam. I huvudstaden hyllades han och fadern tillsammans och Titus blev befälhavare över praetorianerna. Han fick poster som folktribun, censor och ett flertal utnämningar till konsul. Titus blev nu militärt Roms starke man och som sådan impopulär, något som det faktum att han under en period hade en kärleksaffär med den judiska drottningen Julia Berenice bidrog till. Titus förblev lojal mot sin far, som han förväntade sig att ärva kejsartiteln av.

## Titus som kejsare
Den 23 juni år 79 dog Vespasianus, Titus tog då över makten snabbt och fredligt. Han hade en dålig relation till sin bror Domitianus men var mycket populär som kejsare; en popularitet som vanns med stora offentliga utgifter som bistånd till Campania efter Vesuvius utbrott, återuppbyggnaden av Rom efter den omfattande branden år 80 och färdigställandet av Colosseum (egentligen den flaviska amfiteatern) som hans far påbörjat. Invigningen av Colosseum blev en stor fest som varade i över 100 dagar.
Titus dog ung, 41 år gammal och det har spekulerats i att brodern Domitianus hade ett finger med i spelet. Detta eftersom Domitianus kom att efterträda honom som kejsare. Titus enda barn, dottern Flavia Julia (inte att förväxla med Flavia Julia Constantia) levde, efter att hennes man dött år 84, som sin farbror Domitianus älskarinna.